# Bournens
Bournens est une commune suisse du canton de Vaud, située dans le district du Gros-de-Vaud à 12 km de Lausanne. Citée dès 1184, elle fait partie du district de Cossonay entre 1798 et 2007. La commune est peuplée de 518 habitants en 2023. Son territoire, d'une surface de 388 hectares, se situe dans la région du Gros-de-Vaud.

## Histoire
Bournens est connu sous le nom de Brunens en 1184. On y trouve les vestiges d'un prieuré utilisé par les religieux du Grand-Saint-Bernard et mentionné dès 1177. Au Moyen Âge, Bournens dépend de la seigneurie de Cossonay, puis du sire de Vufflens, des Duin, des Colombier, des Allinges et des Charrière. La chapelle est désaffectée à la Réforme. À l'époque bernoise, dès 1536, le village fait partie du bailliage de Morges et est géré par un conseil des Douze. Il fait ensuite partie du district de Cossonay entre 1798 et 2007, puis du district du Gros-de-Vaud depuis 2008.

### Héraldique
| Armes de Bournens | Les armes de la commune de Bournens se blasonnent ainsi : D'azur à la bande d'or. |

## Géographie
Jusqu'à sa dissolution, la commune faisait partie du district de Cossonay. Depuis le 1er janvier 2008, elle fait partie du nouveau district du Gros-de-Vaud. Elle a des frontières communes avec Bettens, Boussens, Sullens, Penthaz et Daillens.
Le territoire communal se trouve sur le plateau suisse, dans la région du Gros-de-Vaud. Elle se situe à 5 kilomètres de Cossonay et de Cheseaux et à 12 kilomètres au nord de Lausanne. Elle s'étend de la plaine en direction de des hauteurs situées à l'est jusqu'à la colline de Treisy qui, avec 616 mètres d'altitude, est le point culminant de la commune. Au nord, la frontière est marquée par la forêt du Bois Joyon ainsi que par la zone marécageuse du Champ Buet ou le ruisseau de Malomba rejoint la Venoge.
En plus du village de Bournens, la commune compte également quelques exploitations agricoles isolées.

## Population

### Surnom
Les habitants de la commune sont surnommés les Argants, du nom d'un général français (D'Argang ou d'Organd) qui y aurait séjourné.

### Démographie
Bournens compte 518 habitants en 2023. Sa densité de population atteint 133 hab./km2.
En 2000, la population de Bournens est composée de 123 hommes (49 %) et 128 femmes (51 %). La langue la plus parlée est le français, avec 230 personnes (90,9 %). La deuxième langue est l'allemand (10 ou 4 %). Il y a 236 personnes suisses (93,3 %) et 17 personnes étrangères (6,7 %). Sur le plan religieux, la communauté protestante est la plus importante avec 141 personnes (55,7 %), suivie des catholiques (75 ou 29,6 %). 28 personnes (11,1 %) n'ont aucune appartenance religieuse.
La population de Bournens est de 246 habitants en 1850. Elle baisse à 197 habitants en 1870 puis remonte à 225 habitants en 1910. Le nombre d'habitants baisse à nouveau à 143 en 1960. La population double ensuite en 50 ans pour arriver à 280 personnes en 2010. Le graphique suivant résume l'évolution de la population de Bournens entre 1850 et 2010 :

## Politique
Lors des élections fédérales suisses de 2011, la commune a voté à 36,15 % pour l'Union démocratique du centre. Les deux partis suivants furent le Parti libéral-radical avec 14,16 % des suffrages et le Parti socialiste suisse avec 13,73 %.
Lors des élections cantonales au Grand Conseil de mars 2011, les habitants de la commune ont voté pour le Parti libéral-radical à 40,48 %, l'Union démocratique du centre à 26,49 %, le Parti socialiste à 12,65 %, l'Alliance du centre à 11,31 % et les Verts à 9,08 %.
Sur le plan communal, Bournens  est dirigé par une municipalité formée de 5 membres et dirigée par un syndic pour l'exécutif et un Conseil général dirigé par un président et secondé par un secrétaire pour le législatif.

## Économie
Jusqu'au milieu du XXe siècle l'économie locale était largement tournée vers l'agriculture qui joue encore un rôle important dans les emplois locaux. Ces dernières années, plusieurs petites entreprises locales, industrielles ou de services, se sont cependant ouvertes dans la commune qui a également vu la création de zones résidentielles habitées par des personnes travaillant principalement dans la région lausannoise.

## Transports
Une entrée de l'autoroute A1, qui mène à Lausanne et Yverdon-les-Bains, se trouve entre le territoire de Bournens et celui de Sullens. Au niveau des transports en commun, Bournens fait partie de la communauté tarifaire vaudoise Mobilis. Le bus CarPostal reliant Cossonay-Gare à Cheseaux-sur-Lausanne s'arrête dans la commune. Le village est également desservi par les bus sur appel Publicar, qui sont aussi un service de CarPostal.

## Monuments
Le château de Bournens est inscrit comme bien culturel d'importance régionale dans la liste cantonale dressée en 2009.

## Sources
- (de) Cet article est partiellement ou en totalité issu de l’article de Wikipédia en allemand intitulé « Bournens » (voir la liste des auteurs).